# James Te-Huna
James Te-Huna (Darfield, 29 de Setembro de 1981) é um lutador neozelandês de MMA que atualmente compete no Ultimate Fighting Championship.

## Carreira no MMA

### Início
Te-Huna é descendente de Maori e o primeiro neozelandês a entrar no UFC.
Te-Huna começou acumulando vitórias no circuito local, na Austrália, sofrendo também uma derrota por finalização (luxação no ombro) no Bellator Fighting Championships para o campeão da primeira temporada dos médios, Hector Lombard.
Antes de entrar no UFC derrotou o veterano Antony Rea enquanto estreava no Cage Fighting Championship. Ele se tornou campeão mundial dos meio-pesados do Cage Fighting Championship no CFC 10 ao derrotar o lutador do UFC Anthony Perosh com um nocaute no primeiro round. Te-Huna foi criticado posteriormente por ter pisado em Perosh ilegalmente após o árbitro encerrar a luta. Te-Huna enviou uma carta formal com um pedido de desculpas pouco depois.
Nascido na Nova Zelândia e treinando na Austrália, quando perguntado se ele se considerava neozelandês ou australiano, Te-Huna respondeu "Na Segunda Guerra Mundial, meu avô lutou por Nova Zelândia e Austrália, e eu também."
 Te-Huna escapou sem graves lesões após um painel de 20 metros cair em cima dele enquanto caminhava num centro comercial de Sydney. Mais tarde ele foi levado ao hospital. Daí conheceu Jesus e virou evangélico.

### Ultimate Fighting Championship
Te-Huna assinou contrato com o Ultimate Fighting Championship e fez sua estreia no UFC 110 contra Igor Pokrajac. Te-Huna venceu com um nocaute técnico após conectar nove socos consecutivos com seu braço que estava quebrado. Sua próxima luta foi marcada para o UFC 120 contra o estreante no UFC Tom Blackledge. Entretanto, em 11 de Julho, Te-Huna foi retirado por uma contusão e substituído por James McSweeney.

Te-Huna retornou no UFC 127 contra Alexander Gustafsson, ele foi derrotado no primeiro round com uma finalização por mata-leão. Ele doou sua renda na luta para para as vítimas do Terremoto da Nova Zelândia em 2011 e o UFC concordou com sua doação.
Te-Huna enfrentou Ricardo Romero em 24 de Setembro de 2011 no UFC 135. Te-Huna venceu com um nocaute (socos) aos 47 segundos do primeiro round.
Te-Huna enfrentou Aaron Rosa em 3 de Março de 2012 no UFC on FX 2.  Ele venceu com um nocaute técnico no primeiro round.
Te-Huna era esperado para enfrentar Brandon Vera em 14 de Julho de 2012 no UFC on Fuel TV 4.  Entretanto, Vera saiu da luta para fazer a luta principal contra Maurício Rua em 4 de Agosto de 2012 no UFC on Fox: Shogun vs. Vera. Joey Beltran foi colocado para enfrentar Te-Huna, e ele venceu por Decisão Unânime.
Te-Huna enfrentou Ryan Jimmo em 21 de fevereiro de 2013 no UFC on Fuel TV: Barão vs. McDonald e venceu por Decisão Unânime.
Te-Huna enfrentou Glover Teixeira em 25 de maio de 2013 no UFC 160, substituindo o lesionado Ryan Bader. Te Huna perdeu por finalização no primeiro round.
Te-Huna foi nocauteado pelo veterano do UFC e PRIDE Maurício Shogun em 6 de dezembro de 2013 no UFC Fight Night: Hunt vs. Pezão ainda no primeiro round.
Te-Huna fez sua estréia nos médios contra Nate Marquardt em 28 de junho de 2014 no UFC Fight Night: Te-Huna vs. Marquardt, no primeiro evento do UFC na Nova Zelândia. Ele foi derrotado por finalização no primeiro round.

## Cartel no MMA
| Cartel no MMA   |             |            |
| 25 lutas        | 16 vitórias | 9 derrotas |
| Por nocaute     | 10          | 2          |
| Por finalização | 3           | 7          |
| Por decisão     | 3           | 0          |

| Res.    | Cartel | Oponente             | Método                                  | Evento                                      | Data       | Round | Tempo | Local                  | Notas                                                |
| ------- | ------ | -------------------- | --------------------------------------- | ------------------------------------------- | ---------- | ----- | ----- | ---------------------- | ---------------------------------------------------- |
| Derrota | 16-9   | Steve Bossé          | Nocaute (soco)                          | UFC Fight Night: Hunt vs. Mir               | 19/03/2016 | 1     | 0:52  | Brisbane               |                                                      |
| Derrota | 16-8   | Nate Marquardt       | Finalização (mata leão)                 | UFC Fight Night: Te-Huna vs. Marquardt      | 28/06/2014 | 1     | 4:34  | Auckland               | Estréia nos Médios.                                  |
| Derrota | 16-7   | Mauricio Shogun      | Nocaute (soco)                          | UFC Fight Night: Hunt vs. Pezão             | 07/12/2013 | 1     | 1:03  | Brisbane, Queensland   |                                                      |
| Derrota | 16-6   | Glover Teixeira      | Finalização (guilhotina)                | UFC 160: Velasquez vs Silva II              | 25/05/2013 | 1     | 2:38  | Las Vegas, Nevada      |                                                      |
| Vitória | 16-5   | Ryan Jimmo           | Decisão (unânime)                       | UFC on Fuel TV: Barão vs. McDonald          | 16/02/2013 | 3     | 5:00  | Londres                |                                                      |
| Vitória | 15-5   | Joey Beltran         | Decisão (unânime)                       | UFC on Fuel TV: Muñoz vs. Weidman           | 11/07/2012 | 3     | 5:00  | San Jose, California   |                                                      |
| Vitória | 14–5   | Aaron Rosa           | Nocaute Técnico (socos)                 | UFC on FX: Alves vs. Kampmann               | 03/03/2012 | 1     | 2:08  | Sydney                 |                                                      |
| Vitória | 13–5   | Ricardo Romero       | Nocaute (socos)                         | UFC 135                                     | 24/09/2011 | 1     | 0:47  | Denver, Colorado       |                                                      |
| Derrota | 12–5   | Alexander Gustafsson | Finalização (mata leão)                 | UFC 127                                     | 27/02/2011 | 1     | 4:27  | Sydney                 |                                                      |
| Vitória | 12–4   | Igor Pokrajac        | Nocaute Técnico (socos)                 | UFC 110                                     | 21/02/2010 | 3     | 3:26  | Sydney                 | Estréia no UFC                                       |
| Vitória | 11–4   | Anthony Perosh       | Nocaute (socos)                         | CFC 10: Light Heavyweight Grand Prix Finals | 21/08/2009 | 1     | 2:21  | Sydney                 | Ganhou o Grand Prix de Meio Pesados do CFC           |
| Vitória | 10–4   | Priscus Fogagnolo    | Nocaute Técnico (socos)                 | CFC 9: Fighters Paradise                    | 11/07/2009 | 2     | 2:37  | Gold Coast, Queensland | Semifinal do Grand Prix de Meio Pesados do CFC       |
| Vitória | 9–4    | Antony Rea           | Nocaute (socos)                         | CFC 8: Light Heavyweight Grand Prix         | 22/05/2009 | 1     | 1:52  | Sydney                 | Primeira Rodada do Grand Prix de Meio Pesados do CFC |
| Vitória | 8–4    | David Gibb           | Nocaute (socos)                         | XFC: Return of the Hulk                     | 14/03/2009 | 1     | N/A   | Perth                  |                                                      |
| Vitória | 7–4    | Sam Brown            | Decisão (unânime)                       | EFG: Weapons of Mass Destruction            | 03/05/2008 | 3     | 5:00  | Penrith                |                                                      |
| Derrota | 6–4    | Hector Lombard       | Finalização (luxação no ombro)          | Warriors Realm 8                            | 23/03/2007 | 1     | 3:50  | Geelong                |                                                      |
| Vitória | 6–3    | Takahiro Oba         | Nocaute Técnico (interrupção do córner) | X-plosion                                   | 18/08/2006 | 2     | 5:00  | Sydney                 |                                                      |
| Derrota | 5–3    | James Lee            | Finalização (mata leão)                 | KOTC: Gunfather                             | 10/02/2006 | 1     | 1:37  | Sunshine Coast         | Pelo Cinturão Meio Pesado do KOTC                    |
| Vitória | 5–2    | Edwin Aguilar        | Nocaute Técnico (socos)                 | Kumite 2                                    | 11/11/2005 | 2     | N/A   | Sydney                 |                                                      |
| Vitória | 4–2    | Adrian Leatuna       | Nocaute Técnico (socos)                 | Kumite 1                                    | 02/07/2005 | 3     | N/A   | Sydney                 |                                                      |
| Derrota | 3–2    | Matt Knight          | Finalização (americana)                 | KOTC: Australia                             | 04/02/2005 | 1     | 4:01  | Sydney                 |                                                      |
| Vitória | 3–1    | Kym Robinson         | Finalização (mata leão)                 | XFC 6: Ultimate Fighting Returns            | 20/11/2004 | 1     | 2:19  | Queensland             |                                                      |
| Vitória | 2–1    | Rocky Huni           | Finalização (mata leão)                 | XFC 5: When Worlds Collide                  | 13/08/2004 | 1     | N/A   | Queensland             |                                                      |
| Vitória | 1–1    | Matt Knight          | Finalização (mata leão)                 | Xtreme Fight Club 2                         | 05/06/2004 | 2     | 1:20  | Queensland             |                                                      |
| Derrota | 0–1    | Api Hemara           | Finalização (chave de braço)            | Spartan Reality Fight 6                     | 05/04/2003 | 1     | 2:20  | Perth                  |                                                      |